# 931-es busz (Pécs)
A pécsi 931-es jelzésű autóbusz egy éjszakai autóbuszvonal volt, a járatok a Fehérhegy – Hősök tere – Mecsekszabolcs – Fehérhegy útvonalon közlekedtek.

## Története
A járat 2013. december 25-én hajnalban és 2014. január 1-jén hajnalban közlekedett, a 2-es busz menetei helyett 931-es jelzéssel indítottak új járatot, mely jelzésében a korábbi 31-es buszra utalt vissza.

## Útvonala
| Fehérhegy → Hősök tere → Mecsekszabolcs → Fehérhegy |
| --- |
| Fehérhegy vá. – Komlói út – Hősök tere – Hősök tere, forduló – Komlói út – Szabolcsi út – Szabadságharc utca – Mecsekszabolcs, forduló – Szabadságharc utca – Szabolcsi út – Komlói út – Fehérhegy vá. |

## Megállóhelyei
| 931 (Fehérhegy → Hősök tere → Mecsekszabolcs → Fehérhegy)                                                                   |                |                                              |
| Perc (↓) | Megállóhely    | Átszállási kapcsolatok a járat megszűnésekor |
| 0 | Fehérhegy      |                                              |
| 1 | Bánomi út      |                                              |
| 2 | Ibolya utca    |                                              |
| 3 | Hősök tere     |                                              |
| 4 | Ibolya utca    |                                              |
| 5 | Bánomi út      |                                              |
| 7 | Árpád utca     |                                              |
| 8 | Szőlőhegyi út  |                                              |
| 9 | Mecsekszabolcs |                                              |
| 10 | Szőlőhegyi út  |                                              |
| 11 | Árpád utca     |                                              |
| 12 | Fehérhegy      | 2                                            |
| A Fehérhegyről 4.56-kor induló járat Fehérhegyre visszaérkezve 5.08-kor Uránvárosig közlekedett tovább a 2-es busz vonalán. |                |                                              |